# Особиста гігієна
Особи́ста гігіє́на — галузь гігієни, яка розробляє питання збереження та зміцнення здоров'я людини шляхом дотримання раціонального гігієнічного режиму в побуті, особистому житті та трудовій діяльності. До таких питань належать: догляд за шкірою й порожниною рота, гігієнічне утримання житла, одягу, взуття та ін. Невід'ємним елементом особистої гігієни є раціональна організація режиму праці, відпочинку і розпорядку дня. Розпорядок дня має передбачати правильне чергування пасивного й активного відпочинку зі включенням необхідного обсягу фізичних вправ (зарядка, заняття спортом, прогулянки), загартовуючих процедур (із використовуванням повітря та води), сну, тривалість якого визначається з урахуванням вікових і індивідуальних особливостей людини та характеру її роботи. Особливе значення має раціональне харчування (правильний розподіл споживання їжі протягом доби та її повноцінність за набором поживних речовин), а також додержання гігієни статевого життя. Дотримання правил особистої гігієни сприяє зміцненню здоров'я людини і запобіганню різним захворюванням.